# Amorgen
 (signalé en juin 2025).
Si vous disposez d'ouvrages ou d'articles de référence ou si vous connaissez des sites web de qualité traitant du thème abordé ici, merci de compléter l'article en donnant les références utiles à sa vérifiabilité et en les liant à la section « Notes et références ».
- Archive Wikiwix
- Bing
- Cairn
- DuckDuckGo
- E. Universalis
- Gallica
- Google
- G. Books
- G. News
- G. Scholar
- Persée
- Qwant
- (zh) Baidu
- (ru) Yandex
- (wd) trouver des œuvres sur Wikidata

Dans la mythologie celtique irlandaise, deux personnages distincts portent le nom Amorgen (Amairgin, Amairgen, Amergin) :

## Amorgen Glungel
Le premier est Amorgen Mac Mile (c’est-à-dire fils de Mile Espàine) et plus connu sous le nom de Glungel (aux blancs genoux). Il est le « druide » primordial des Milesiens (les premiers colons Gaels en Irlande), ainsi qu'un barde et qu'un juge, selon le Lebor Gabála Érenn (Livre des Conquêtes d'Irlande).
Cette colonie, emmenée par les huit fils de Mile (lui-même étant déjà mort), a débarqué en Irlande, en provenance d’Espagne pour venger la mort d'Ith. Celui-ci, venu explorer l’île, avait été traîtreusement assassiné par les trois rois des Tuatha Dé Danann: Mac Cuill, Mac Cecht et Mac Gréine. Les trois reines Banba, Ériu et Fódla, (trois sœurs, épouses des trois rois) autorisèrent, en retour, Amorgen et son peuple à accoster. Chacune d’elles demanda au druide de donner son nom à l’île. C’est celui d’Ériu qui fut choisi, il est à l'origine d'Érin, les noms des deux sœurs est plus fréquemment utilisé de manière poétique.
Toutefois, les Milesiens durent prendre l'île au cours d'une formidable lutte contre les trois rois, leurs druides et leurs guerriers. Amorgen joua le rôle de juge et fut impartial envers chaque camp en édictant les règles du combat. Les Milesiens acceptèrent de quitter l'île et de se retrancher dans l'océan, derrière la neuvième vague, une frontière magique. À un certain signal, ils s'approchèrent du rivage, mais les druides des Dé Danann levèrent une tempête magique qui les empêcha d'atteindre la terre. Cependant, Amorgen invoqua l'Esprit de l'Irlande au cours de ce que l'on nomme Le Chant d'Amorgen, celui-ci put diviser la tempête et permettre aux navires d'accoster sans dommage. Il y eut de nombreuses pertes de part et d'autre, mais les Milesiens l'emportèrent. Les trois rois des Tuatha Dé Danann furent tués en combats singuliers par les trois fils survivants: Eber Finn, Érimón et le druide Amorgen. Amorgen sépara le pays entre ses deux frères, Eber prenant la partie Sud de l'Irlande, Eremon, le Nord. Selon le Lebor Gabála Érenn, c’est la première occupation humaine de l’île.

## Amorgen Mac Eccit
Le second Amorgen est le druide-poète (voir Barde) de Conchobar Mac Nessa, c’est aussi un redoutable guerrier, dans le « Cycle d'Ulster ».
Il est le fils de Eccet Salach, il grandit jusqu’à l’âge de quatorze ans sans parler ni se laver. Un jour, Aithirne Ailgesach, le grand druide d'Ulster envoie son domestique à Eccet pour acheter une hache. Amorgen se lance alors dans une terrible incantation poétique, le domestique s’en retourne précipitamment auprès de son maître pour lui rendre compte de ce qu’il a entendu. Aithirne décide de supprimer l’enfant qui pourrait un jour être une menace, mais son père le remplace par un sosie en argile, plus vrai que nature. Aithirne vient chercher sa nouvelle hache et l’essaie d’un coup sur Amorgen, qu’il pense avoir tué. Les Ulaid (habitants d'Ulster) assiègent le druide meurtrier dans sa résidence afin d’obtenir une compensation pour Eccet. Amorgen devient son fils adoptif, il suit l’enseignement du savant et deviendra le grand druide d’Ulster.
Amorgen est le père de Cai Cainbrethach. Son épouse est Findchóem, fille du druide Cathbad et de Ness, et sœur de Conchobar (il est donc le gendre du roi). Son nom signifie « naissance du chant ».